# Prociònids
Els prociònids (Procyonidae) són una família de mamífers carnívors.  Inclou els ossos rentadors (Procyon), el bassarisc de cua anellada, el Bassarisc centreamericà, els coatis, els Kinkajú, els olingos i els olinguitos. Els prociònids habiten en una àmplia gamma d'ambients i són generalment omnívors. Es compon d'una vintena d'espècies vivents, repartides entre dues subfamílies, i nombroses espècies extintes: Tota la família viu a Amèrica, tot i que a Europa ossos rentadors que vivien en granges es van escapar i van esdevenir una espècie invasora.

## Característiques
Els procionids són animals relativament petits, amb cossos generalment esvelts i cues llargues, tot i que l'os rentador tendeix a ser voluminós.
A causa de la seva complexió general, els procionids sovint es veuen popularment com a cosins més petits de la família dels óssos. Tanmateix, ara es creu que els procionids estan més relacionats amb els mustèlids que amb els óssos. Els procionids comparteixen característiques morfològiques comunes, com ara un rostre escurçat, canals alisfenoides absents i una fossa mandibular relativament plana. Els kinkajous tenen característiques morfològiques úniques compatibles amb la seva locomoció adaptada a l'arbòria, inclosa una cua prensil i una estructura femoral única.
A causa de la seva dieta omnívora, els procionids han perdut algunes de les adaptacions per menjar carn que es troben en els seus parents carnívors. Tot i que tenen dents carnisseres, aquestes estan poc desenvolupades en la majoria de les espècies, especialment els ossos rentadors. A part del kinkajou, els procionids tenen la fórmula dental : {\displaystyle {\tfrac {3.1.4.2}{3.1.4.2}}} per a un total de 40 dents. El kinkajou té un premolar menys a cada fila: {\displaystyle {\tfrac {3.1.3.2}{3.1.3.2}}} per a un total de 36 dents.
La majoria dels membres de Procyonidae són solitaris; tanmateix, algunes espècies formen grups. Les femelles coatí formaran bandes de 4 a 24 individus que s'alimenten junts, mentre que s'ha trobat que els kinkajous formen grups socials de dos mascles i una femella. Certs procionids donen a llum una descendència com ara el bassarisc de cua anellada, olingos i kinkajous, mentre que els ossos rentadors i els coatís donen a llum camades que varien en grandària de 2 a 6 cries.

## Evolució
Els fòssils de procionides que es creia que pertanyien al gènere Bassariscus, que inclou el bassarisc de cua anellada i el cacomistle moderns, s'han identificat des de l'època del Miocè, al voltant d'uns 20 milions d'anys. S'ha suggerit que els primers procionids eren una branca dels cànids que es van adaptar a una dieta més omnívora. La recent evolució dels procionids s'ha centrat a Amèrica Central (on la seva diversitat és més gran); van entrar a l' antigament aïllada Amèrica del Sud com a part del Gran Intercanvi americà, començant al voltant del 7,3 milions d'anys cap a finals del Miocè, amb l'aparició de Cyonasua. Alguns procionids fòssils com Stromeriella també estaven presents al Vell Món, abans d'extingir-se al Pliocè.
Els estudis genètics han demostrat que els Kinkajú són un grup germà de tots els altres procionids existents; es van separar fa uns 22,6 Ma. Els clades que conduïen a coatís i olingos en una branca, i a bassarisc de cua anellada i Os rentador de l'altra, es van separar fa uns 17,7 Ma. S'estima que la divergència entre els olingos i els coatís es va produir fa uns 10,2 Ma, aproximadament al mateix temps que les cues anelles i l'Os rentador es van separar. Es calcula que la separació entre coatís i coatís de muntanya es va produir fa 7,7 Ma.

## Classificació
Hi ha hagut una incertesa històrica considerable sobre la classificació correcta de diversos membres. El panda vermell anteriorment es classificava en aquesta família, però ara es classifica en la seva pròpia família, els Ailuridae, basat en estudis de biologia molecular. L'estatus dels diferents olingos va ser discutit: alguns els consideraven tots com a subespècies de Bassaricyon gabbii abans que les dades de la seqüència d'ADN demostressin el contrari.

L'esquema de classificació tradicional que es mostra a continuació a l'esquerra és anterior a la recent revolució en la nostra comprensió de la filogènia dels prociònids basada en l'anàlisi de seqüències genètiques. Aquesta classificació obsoleta agrupa els kinkajous i els olingos junts sobre la base de similituds en la morfologia que ara se sap que són un exemple d'evolució paral·lela ; de la mateixa manera, els coatís es mostren com els més relacionats amb els ossos rentadors, quan de fet són els més propers als olingos. A sota a la dreta hi ha un cladograma que mostra els resultats dels estudis moleculars A 2013. El gènere Nasuella no es va incloure en aquests estudis, però en un estudi separat es va trobar que nidificava a Nasua.
|  | Procyon cancrivorus (Os rentador menjacrancs) |
|  |                                               |
|  | Procyon lotor (common raccoon)                |
|  |                                               |
|  | Procyon pygmaeus (Os rentador de Cozumel)     |
|  |                                               |

|  | Bassarisc centreamericà (cacomiztle) |
|  |                                      |
|  | bassarisc de cua anellada (ringtail) |
|  |                                      |

|  | Procyon cancrivorus (Os rentador menjacrancs) |
|  |                                               |
|  | Procyon lotor (common raccoon)                |
|  |                                               |
|  | Procyon pygmaeus (Os rentador de Cozumel)     |
|  |                                               |

|  | Bassarisc centreamericà (cacomiztle) |
|  |                                      |
|  | bassarisc de cua anellada (ringtail) |
|  |                                      |

|  | \| \| Bassaricyon medius (olingo de les terres baixes occidentals) \| \| \| \| \| \| Olingo d'Allen (olingo de les terres baixes orientals) \| \| \| \| |
|  | |
|  | Bassaricyon gabbii (Olingo de Gabbi) |
|  | |
|  | Bassaricyon medius (olingo de les terres baixes occidentals)                                                                                            |
|  | |
|  | Olingo d'Allen (olingo de les terres baixes orientals)                                                                                                  |
|  | |

|  | Bassaricyon medius (olingo de les terres baixes occidentals) |
|  |                                                              |
|  | Olingo d'Allen (olingo de les terres baixes orientals)       |
|  |                                                              |

|  | \| \| Bassaricyon medius (olingo de les terres baixes occidentals) \| \| \| \| \| \| Olingo d'Allen (olingo de les terres baixes orientals) \| \| \| \| |
|  | |
|  | Bassaricyon gabbii (Olingo de Gabbi) |
|  | |
|  | Bassaricyon medius (olingo de les terres baixes occidentals)                                                                                            |
|  | |
|  | Olingo d'Allen (olingo de les terres baixes orientals)                                                                                                  |
|  | |

|  | Bassaricyon medius (olingo de les terres baixes occidentals) |
|  |                                                              |
|  | Olingo d'Allen (olingo de les terres baixes orientals)       |
|  |                                                              |

|          | Nasua narica (Coatí de nas blanc)                                                                                   |
|          | |
| Nasuella | \| \| Nasuella olivacea (Coatí de muntanya) \| \| \| \| \| \| Nasuella meridensis (Nasuella meridensis) \| \| \| \| |
|          | \| \| Nasuella olivacea (Coatí de muntanya) \| \| \| \| \| \| Nasuella meridensis (Nasuella meridensis) \| \| \| \| |
|          | Nasuella olivacea (Coatí de muntanya)                                                                               |
|          | |
|          | Nasuella meridensis (Nasuella meridensis)                                                                           |
|          | |

|  | Nasuella olivacea (Coatí de muntanya)     |
|  |                                           |
|  | Nasuella meridensis (Nasuella meridensis) |
|  |                                           |

|          | Nasua narica (Coatí de nas blanc)                                                                                   |
|          | |
| Nasuella | \| \| Nasuella olivacea (Coatí de muntanya) \| \| \| \| \| \| Nasuella meridensis (Nasuella meridensis) \| \| \| \| |
|          | \| \| Nasuella olivacea (Coatí de muntanya) \| \| \| \| \| \| Nasuella meridensis (Nasuella meridensis) \| \| \| \| |
|          | Nasuella olivacea (Coatí de muntanya)                                                                               |
|          | |
|          | Nasuella meridensis (Nasuella meridensis)                                                                           |
|          | |

|  | Nasuella olivacea (Coatí de muntanya)     |
|  |                                           |
|  | Nasuella meridensis (Nasuella meridensis) |
|  |                                           |

|          | Nasua narica (Coatí de nas blanc)                                                                                   |
|          | |
| Nasuella | \| \| Nasuella olivacea (Coatí de muntanya) \| \| \| \| \| \| Nasuella meridensis (Nasuella meridensis) \| \| \| \| |
|          | \| \| Nasuella olivacea (Coatí de muntanya) \| \| \| \| \| \| Nasuella meridensis (Nasuella meridensis) \| \| \| \| |
|          | Nasuella olivacea (Coatí de muntanya)                                                                               |
|          | |
|          | Nasuella meridensis (Nasuella meridensis)                                                                           |
|          | |

|  | Nasuella olivacea (Coatí de muntanya)     |
|  |                                           |
|  | Nasuella meridensis (Nasuella meridensis) |
|  |                                           |

|          | Nasua narica (Coatí de nas blanc)                                                                                   |
|          | |
| Nasuella | \| \| Nasuella olivacea (Coatí de muntanya) \| \| \| \| \| \| Nasuella meridensis (Nasuella meridensis) \| \| \| \| |
|          | \| \| Nasuella olivacea (Coatí de muntanya) \| \| \| \| \| \| Nasuella meridensis (Nasuella meridensis) \| \| \| \| |
|          | Nasuella olivacea (Coatí de muntanya)                                                                               |
|          | |
|          | Nasuella meridensis (Nasuella meridensis)                                                                           |
|          | |

|  | Nasuella olivacea (Coatí de muntanya)     |
|  |                                           |
|  | Nasuella meridensis (Nasuella meridensis) |
|  |                                           |

|  | \| \| Bassaricyon medius (olingo de les terres baixes occidentals) \| \| \| \| \| \| Olingo d'Allen (olingo de les terres baixes orientals) \| \| \| \| |
|  | |
|  | Bassaricyon gabbii (Olingo de Gabbi) |
|  | |
|  | Bassaricyon medius (olingo de les terres baixes occidentals)                                                                                            |
|  | |
|  | Olingo d'Allen (olingo de les terres baixes orientals)                                                                                                  |
|  | |

|  | Bassaricyon medius (olingo de les terres baixes occidentals) |
|  |                                                              |
|  | Olingo d'Allen (olingo de les terres baixes orientals)       |
|  |                                                              |

|  | \| \| Bassaricyon medius (olingo de les terres baixes occidentals) \| \| \| \| \| \| Olingo d'Allen (olingo de les terres baixes orientals) \| \| \| \| |
|  | |
|  | Bassaricyon gabbii (Olingo de Gabbi) |
|  | |
|  | Bassaricyon medius (olingo de les terres baixes occidentals)                                                                                            |
|  | |
|  | Olingo d'Allen (olingo de les terres baixes orientals)                                                                                                  |
|  | |

|  | Bassaricyon medius (olingo de les terres baixes occidentals) |
|  |                                                              |
|  | Olingo d'Allen (olingo de les terres baixes orientals)       |
|  |                                                              |

|          | Nasua narica (Coatí de nas blanc)                                                                                   |
|          | |
| Nasuella | \| \| Nasuella olivacea (Coatí de muntanya) \| \| \| \| \| \| Nasuella meridensis (Nasuella meridensis) \| \| \| \| |
|          | \| \| Nasuella olivacea (Coatí de muntanya) \| \| \| \| \| \| Nasuella meridensis (Nasuella meridensis) \| \| \| \| |
|          | Nasuella olivacea (Coatí de muntanya)                                                                               |
|          | |
|          | Nasuella meridensis (Nasuella meridensis)                                                                           |
|          | |

|  | Nasuella olivacea (Coatí de muntanya)     |
|  |                                           |
|  | Nasuella meridensis (Nasuella meridensis) |
|  |                                           |

|          | Nasua narica (Coatí de nas blanc)                                                                                   |
|          | |
| Nasuella | \| \| Nasuella olivacea (Coatí de muntanya) \| \| \| \| \| \| Nasuella meridensis (Nasuella meridensis) \| \| \| \| |
|          | \| \| Nasuella olivacea (Coatí de muntanya) \| \| \| \| \| \| Nasuella meridensis (Nasuella meridensis) \| \| \| \| |
|          | Nasuella olivacea (Coatí de muntanya)                                                                               |
|          | |
|          | Nasuella meridensis (Nasuella meridensis)                                                                           |
|          | |

|  | Nasuella olivacea (Coatí de muntanya)     |
|  |                                           |
|  | Nasuella meridensis (Nasuella meridensis) |
|  |                                           |

|          | Nasua narica (Coatí de nas blanc)                                                                                   |
|          | |
| Nasuella | \| \| Nasuella olivacea (Coatí de muntanya) \| \| \| \| \| \| Nasuella meridensis (Nasuella meridensis) \| \| \| \| |
|          | \| \| Nasuella olivacea (Coatí de muntanya) \| \| \| \| \| \| Nasuella meridensis (Nasuella meridensis) \| \| \| \| |
|          | Nasuella olivacea (Coatí de muntanya)                                                                               |
|          | |
|          | Nasuella meridensis (Nasuella meridensis)                                                                           |
|          | |

|  | Nasuella olivacea (Coatí de muntanya)     |
|  |                                           |
|  | Nasuella meridensis (Nasuella meridensis) |
|  |                                           |

|          | Nasua narica (Coatí de nas blanc)                                                                                   |
|          | |
| Nasuella | \| \| Nasuella olivacea (Coatí de muntanya) \| \| \| \| \| \| Nasuella meridensis (Nasuella meridensis) \| \| \| \| |
|          | \| \| Nasuella olivacea (Coatí de muntanya) \| \| \| \| \| \| Nasuella meridensis (Nasuella meridensis) \| \| \| \| |
|          | Nasuella olivacea (Coatí de muntanya)                                                                               |
|          | |
|          | Nasuella meridensis (Nasuella meridensis)                                                                           |
|          | |

|  | Nasuella olivacea (Coatí de muntanya)     |
|  |                                           |
|  | Nasuella meridensis (Nasuella meridensis) |
|  |                                           |

|  | Procyon cancrivorus (Os rentador menjacrancs) |
|  |                                               |
|  | Procyon lotor (common raccoon)                |
|  |                                               |
|  | Procyon pygmaeus (Os rentador de Cozumel)     |
|  |                                               |

|  | Bassarisc centreamericà (cacomiztle) |
|  |                                      |
|  | bassarisc de cua anellada (ringtail) |
|  |                                      |

|  | Procyon cancrivorus (Os rentador menjacrancs) |
|  |                                               |
|  | Procyon lotor (common raccoon)                |
|  |                                               |
|  | Procyon pygmaeus (Os rentador de Cozumel)     |
|  |                                               |

|  | Bassarisc centreamericà (cacomiztle) |
|  |                                      |
|  | bassarisc de cua anellada (ringtail) |
|  |                                      |

|  | \| \| Bassaricyon medius (olingo de les terres baixes occidentals) \| \| \| \| \| \| Olingo d'Allen (olingo de les terres baixes orientals) \| \| \| \| |
|  | |
|  | Bassaricyon gabbii (Olingo de Gabbi) |
|  | |
|  | Bassaricyon medius (olingo de les terres baixes occidentals)                                                                                            |
|  | |
|  | Olingo d'Allen (olingo de les terres baixes orientals)                                                                                                  |
|  | |

|  | Bassaricyon medius (olingo de les terres baixes occidentals) |
|  |                                                              |
|  | Olingo d'Allen (olingo de les terres baixes orientals)       |
|  |                                                              |

|  | \| \| Bassaricyon medius (olingo de les terres baixes occidentals) \| \| \| \| \| \| Olingo d'Allen (olingo de les terres baixes orientals) \| \| \| \| |
|  | |
|  | Bassaricyon gabbii (Olingo de Gabbi) |
|  | |
|  | Bassaricyon medius (olingo de les terres baixes occidentals)                                                                                            |
|  | |
|  | Olingo d'Allen (olingo de les terres baixes orientals)                                                                                                  |
|  | |

|  | Bassaricyon medius (olingo de les terres baixes occidentals) |
|  |                                                              |
|  | Olingo d'Allen (olingo de les terres baixes orientals)       |
|  |                                                              |

|          | Nasua narica (Coatí de nas blanc)                                                                                   |
|          | |
| Nasuella | \| \| Nasuella olivacea (Coatí de muntanya) \| \| \| \| \| \| Nasuella meridensis (Nasuella meridensis) \| \| \| \| |
|          | \| \| Nasuella olivacea (Coatí de muntanya) \| \| \| \| \| \| Nasuella meridensis (Nasuella meridensis) \| \| \| \| |
|          | Nasuella olivacea (Coatí de muntanya)                                                                               |
|          | |
|          | Nasuella meridensis (Nasuella meridensis)                                                                           |
|          | |

|  | Nasuella olivacea (Coatí de muntanya)     |
|  |                                           |
|  | Nasuella meridensis (Nasuella meridensis) |
|  |                                           |

|          | Nasua narica (Coatí de nas blanc)                                                                                   |
|          | |
| Nasuella | \| \| Nasuella olivacea (Coatí de muntanya) \| \| \| \| \| \| Nasuella meridensis (Nasuella meridensis) \| \| \| \| |
|          | \| \| Nasuella olivacea (Coatí de muntanya) \| \| \| \| \| \| Nasuella meridensis (Nasuella meridensis) \| \| \| \| |
|          | Nasuella olivacea (Coatí de muntanya)                                                                               |
|          | |
|          | Nasuella meridensis (Nasuella meridensis)                                                                           |
|          | |

|  | Nasuella olivacea (Coatí de muntanya)     |
|  |                                           |
|  | Nasuella meridensis (Nasuella meridensis) |
|  |                                           |

|          | Nasua narica (Coatí de nas blanc)                                                                                   |
|          | |
| Nasuella | \| \| Nasuella olivacea (Coatí de muntanya) \| \| \| \| \| \| Nasuella meridensis (Nasuella meridensis) \| \| \| \| |
|          | \| \| Nasuella olivacea (Coatí de muntanya) \| \| \| \| \| \| Nasuella meridensis (Nasuella meridensis) \| \| \| \| |
|          | Nasuella olivacea (Coatí de muntanya)                                                                               |
|          | |
|          | Nasuella meridensis (Nasuella meridensis)                                                                           |
|          | |

|  | Nasuella olivacea (Coatí de muntanya)     |
|  |                                           |
|  | Nasuella meridensis (Nasuella meridensis) |
|  |                                           |

|          | Nasua narica (Coatí de nas blanc)                                                                                   |
|          | |
| Nasuella | \| \| Nasuella olivacea (Coatí de muntanya) \| \| \| \| \| \| Nasuella meridensis (Nasuella meridensis) \| \| \| \| |
|          | \| \| Nasuella olivacea (Coatí de muntanya) \| \| \| \| \| \| Nasuella meridensis (Nasuella meridensis) \| \| \| \| |
|          | Nasuella olivacea (Coatí de muntanya)                                                                               |
|          | |
|          | Nasuella meridensis (Nasuella meridensis)                                                                           |
|          | |

|  | Nasuella olivacea (Coatí de muntanya)     |
|  |                                           |
|  | Nasuella meridensis (Nasuella meridensis) |
|  |                                           |

|  | \| \| Bassaricyon medius (olingo de les terres baixes occidentals) \| \| \| \| \| \| Olingo d'Allen (olingo de les terres baixes orientals) \| \| \| \| |
|  | |
|  | Bassaricyon gabbii (Olingo de Gabbi) |
|  | |
|  | Bassaricyon medius (olingo de les terres baixes occidentals)                                                                                            |
|  | |
|  | Olingo d'Allen (olingo de les terres baixes orientals)                                                                                                  |
|  | |

|  | Bassaricyon medius (olingo de les terres baixes occidentals) |
|  |                                                              |
|  | Olingo d'Allen (olingo de les terres baixes orientals)       |
|  |                                                              |

|  | \| \| Bassaricyon medius (olingo de les terres baixes occidentals) \| \| \| \| \| \| Olingo d'Allen (olingo de les terres baixes orientals) \| \| \| \| |
|  | |
|  | Bassaricyon gabbii (Olingo de Gabbi) |
|  | |
|  | Bassaricyon medius (olingo de les terres baixes occidentals)                                                                                            |
|  | |
|  | Olingo d'Allen (olingo de les terres baixes orientals)                                                                                                  |
|  | |

|  | Bassaricyon medius (olingo de les terres baixes occidentals) |
|  |                                                              |
|  | Olingo d'Allen (olingo de les terres baixes orientals)       |
|  |                                                              |

|          | Nasua narica (Coatí de nas blanc)                                                                                   |
|          | |
| Nasuella | \| \| Nasuella olivacea (Coatí de muntanya) \| \| \| \| \| \| Nasuella meridensis (Nasuella meridensis) \| \| \| \| |
|          | \| \| Nasuella olivacea (Coatí de muntanya) \| \| \| \| \| \| Nasuella meridensis (Nasuella meridensis) \| \| \| \| |
|          | Nasuella olivacea (Coatí de muntanya)                                                                               |
|          | |
|          | Nasuella meridensis (Nasuella meridensis)                                                                           |
|          | |

|  | Nasuella olivacea (Coatí de muntanya)     |
|  |                                           |
|  | Nasuella meridensis (Nasuella meridensis) |
|  |                                           |

|          | Nasua narica (Coatí de nas blanc)                                                                                   |
|          | |
| Nasuella | \| \| Nasuella olivacea (Coatí de muntanya) \| \| \| \| \| \| Nasuella meridensis (Nasuella meridensis) \| \| \| \| |
|          | \| \| Nasuella olivacea (Coatí de muntanya) \| \| \| \| \| \| Nasuella meridensis (Nasuella meridensis) \| \| \| \| |
|          | Nasuella olivacea (Coatí de muntanya)                                                                               |
|          | |
|          | Nasuella meridensis (Nasuella meridensis)                                                                           |
|          | |

|  | Nasuella olivacea (Coatí de muntanya)     |
|  |                                           |
|  | Nasuella meridensis (Nasuella meridensis) |
|  |                                           |

|          | Nasua narica (Coatí de nas blanc)                                                                                   |
|          | |
| Nasuella | \| \| Nasuella olivacea (Coatí de muntanya) \| \| \| \| \| \| Nasuella meridensis (Nasuella meridensis) \| \| \| \| |
|          | \| \| Nasuella olivacea (Coatí de muntanya) \| \| \| \| \| \| Nasuella meridensis (Nasuella meridensis) \| \| \| \| |
|          | Nasuella olivacea (Coatí de muntanya)                                                                               |
|          | |
|          | Nasuella meridensis (Nasuella meridensis)                                                                           |
|          | |

|  | Nasuella olivacea (Coatí de muntanya)     |
|  |                                           |
|  | Nasuella meridensis (Nasuella meridensis) |
|  |                                           |

|          | Nasua narica (Coatí de nas blanc)                                                                                   |
|          | |
| Nasuella | \| \| Nasuella olivacea (Coatí de muntanya) \| \| \| \| \| \| Nasuella meridensis (Nasuella meridensis) \| \| \| \| |
|          | \| \| Nasuella olivacea (Coatí de muntanya) \| \| \| \| \| \| Nasuella meridensis (Nasuella meridensis) \| \| \| \| |
|          | Nasuella olivacea (Coatí de muntanya)                                                                               |
|          | |
|          | Nasuella meridensis (Nasuella meridensis)                                                                           |
|          | |

|  | Nasuella olivacea (Coatí de muntanya)     |
|  |                                           |
|  | Nasuella meridensis (Nasuella meridensis) |
|  |                                           |

|  | Procyon cancrivorus (Os rentador menjacrancs) |
|  |                                               |
|  | Procyon lotor (common raccoon)                |
|  |                                               |
|  | Procyon pygmaeus (Os rentador de Cozumel)     |
|  |                                               |

|  | Bassarisc centreamericà (cacomiztle) |
|  |                                      |
|  | bassarisc de cua anellada (ringtail) |
|  |                                      |

|  | Procyon cancrivorus (Os rentador menjacrancs) |
|  |                                               |
|  | Procyon lotor (common raccoon)                |
|  |                                               |
|  | Procyon pygmaeus (Os rentador de Cozumel)     |
|  |                                               |

|  | Bassarisc centreamericà (cacomiztle) |
|  |                                      |
|  | bassarisc de cua anellada (ringtail) |
|  |                                      |

|  | \| \| Bassaricyon medius (olingo de les terres baixes occidentals) \| \| \| \| \| \| Olingo d'Allen (olingo de les terres baixes orientals) \| \| \| \| |
|  | |
|  | Bassaricyon gabbii (Olingo de Gabbi) |
|  | |
|  | Bassaricyon medius (olingo de les terres baixes occidentals)                                                                                            |
|  | |
|  | Olingo d'Allen (olingo de les terres baixes orientals)                                                                                                  |
|  | |

|  | Bassaricyon medius (olingo de les terres baixes occidentals) |
|  |                                                              |
|  | Olingo d'Allen (olingo de les terres baixes orientals)       |
|  |                                                              |

|  | \| \| Bassaricyon medius (olingo de les terres baixes occidentals) \| \| \| \| \| \| Olingo d'Allen (olingo de les terres baixes orientals) \| \| \| \| |
|  | |
|  | Bassaricyon gabbii (Olingo de Gabbi) |
|  | |
|  | Bassaricyon medius (olingo de les terres baixes occidentals)                                                                                            |
|  | |
|  | Olingo d'Allen (olingo de les terres baixes orientals)                                                                                                  |
|  | |

|  | Bassaricyon medius (olingo de les terres baixes occidentals) |
|  |                                                              |
|  | Olingo d'Allen (olingo de les terres baixes orientals)       |
|  |                                                              |

|          | Nasua narica (Coatí de nas blanc)                                                                                   |
|          | |
| Nasuella | \| \| Nasuella olivacea (Coatí de muntanya) \| \| \| \| \| \| Nasuella meridensis (Nasuella meridensis) \| \| \| \| |
|          | \| \| Nasuella olivacea (Coatí de muntanya) \| \| \| \| \| \| Nasuella meridensis (Nasuella meridensis) \| \| \| \| |
|          | Nasuella olivacea (Coatí de muntanya)                                                                               |
|          | |
|          | Nasuella meridensis (Nasuella meridensis)                                                                           |
|          | |

|  | Nasuella olivacea (Coatí de muntanya)     |
|  |                                           |
|  | Nasuella meridensis (Nasuella meridensis) |
|  |                                           |

|          | Nasua narica (Coatí de nas blanc)                                                                                   |
|          | |
| Nasuella | \| \| Nasuella olivacea (Coatí de muntanya) \| \| \| \| \| \| Nasuella meridensis (Nasuella meridensis) \| \| \| \| |
|          | \| \| Nasuella olivacea (Coatí de muntanya) \| \| \| \| \| \| Nasuella meridensis (Nasuella meridensis) \| \| \| \| |
|          | Nasuella olivacea (Coatí de muntanya)                                                                               |
|          | |
|          | Nasuella meridensis (Nasuella meridensis)                                                                           |
|          | |

|  | Nasuella olivacea (Coatí de muntanya)     |
|  |                                           |
|  | Nasuella meridensis (Nasuella meridensis) |
|  |                                           |

|          | Nasua narica (Coatí de nas blanc)                                                                                   |
|          | |
| Nasuella | \| \| Nasuella olivacea (Coatí de muntanya) \| \| \| \| \| \| Nasuella meridensis (Nasuella meridensis) \| \| \| \| |
|          | \| \| Nasuella olivacea (Coatí de muntanya) \| \| \| \| \| \| Nasuella meridensis (Nasuella meridensis) \| \| \| \| |
|          | Nasuella olivacea (Coatí de muntanya)                                                                               |
|          | |
|          | Nasuella meridensis (Nasuella meridensis)                                                                           |
|          | |

|  | Nasuella olivacea (Coatí de muntanya)     |
|  |                                           |
|  | Nasuella meridensis (Nasuella meridensis) |
|  |                                           |

|          | Nasua narica (Coatí de nas blanc)                                                                                   |
|          | |
| Nasuella | \| \| Nasuella olivacea (Coatí de muntanya) \| \| \| \| \| \| Nasuella meridensis (Nasuella meridensis) \| \| \| \| |
|          | \| \| Nasuella olivacea (Coatí de muntanya) \| \| \| \| \| \| Nasuella meridensis (Nasuella meridensis) \| \| \| \| |
|          | Nasuella olivacea (Coatí de muntanya)                                                                               |
|          | |
|          | Nasuella meridensis (Nasuella meridensis)                                                                           |
|          | |

|  | Nasuella olivacea (Coatí de muntanya)     |
|  |                                           |
|  | Nasuella meridensis (Nasuella meridensis) |
|  |                                           |

|  | \| \| Bassaricyon medius (olingo de les terres baixes occidentals) \| \| \| \| \| \| Olingo d'Allen (olingo de les terres baixes orientals) \| \| \| \| |
|  | |
|  | Bassaricyon gabbii (Olingo de Gabbi) |
|  | |
|  | Bassaricyon medius (olingo de les terres baixes occidentals)                                                                                            |
|  | |
|  | Olingo d'Allen (olingo de les terres baixes orientals)                                                                                                  |
|  | |

|  | Bassaricyon medius (olingo de les terres baixes occidentals) |
|  |                                                              |
|  | Olingo d'Allen (olingo de les terres baixes orientals)       |
|  |                                                              |

|  | \| \| Bassaricyon medius (olingo de les terres baixes occidentals) \| \| \| \| \| \| Olingo d'Allen (olingo de les terres baixes orientals) \| \| \| \| |
|  | |
|  | Bassaricyon gabbii (Olingo de Gabbi) |
|  | |
|  | Bassaricyon medius (olingo de les terres baixes occidentals)                                                                                            |
|  | |
|  | Olingo d'Allen (olingo de les terres baixes orientals)                                                                                                  |
|  | |

|  | Bassaricyon medius (olingo de les terres baixes occidentals) |
|  |                                                              |
|  | Olingo d'Allen (olingo de les terres baixes orientals)       |
|  |                                                              |

|          | Nasua narica (Coatí de nas blanc)                                                                                   |
|          | |
| Nasuella | \| \| Nasuella olivacea (Coatí de muntanya) \| \| \| \| \| \| Nasuella meridensis (Nasuella meridensis) \| \| \| \| |
|          | \| \| Nasuella olivacea (Coatí de muntanya) \| \| \| \| \| \| Nasuella meridensis (Nasuella meridensis) \| \| \| \| |
|          | Nasuella olivacea (Coatí de muntanya)                                                                               |
|          | |
|          | Nasuella meridensis (Nasuella meridensis)                                                                           |
|          | |

|  | Nasuella olivacea (Coatí de muntanya)     |
|  |                                           |
|  | Nasuella meridensis (Nasuella meridensis) |
|  |                                           |

|          | Nasua narica (Coatí de nas blanc)                                                                                   |
|          | |
| Nasuella | \| \| Nasuella olivacea (Coatí de muntanya) \| \| \| \| \| \| Nasuella meridensis (Nasuella meridensis) \| \| \| \| |
|          | \| \| Nasuella olivacea (Coatí de muntanya) \| \| \| \| \| \| Nasuella meridensis (Nasuella meridensis) \| \| \| \| |
|          | Nasuella olivacea (Coatí de muntanya)                                                                               |
|          | |
|          | Nasuella meridensis (Nasuella meridensis)                                                                           |
|          | |

|  | Nasuella olivacea (Coatí de muntanya)     |
|  |                                           |
|  | Nasuella meridensis (Nasuella meridensis) |
|  |                                           |

|          | Nasua narica (Coatí de nas blanc)                                                                                   |
|          | |
| Nasuella | \| \| Nasuella olivacea (Coatí de muntanya) \| \| \| \| \| \| Nasuella meridensis (Nasuella meridensis) \| \| \| \| |
|          | \| \| Nasuella olivacea (Coatí de muntanya) \| \| \| \| \| \| Nasuella meridensis (Nasuella meridensis) \| \| \| \| |
|          | Nasuella olivacea (Coatí de muntanya)                                                                               |
|          | |
|          | Nasuella meridensis (Nasuella meridensis)                                                                           |
|          | |

|  | Nasuella olivacea (Coatí de muntanya)     |
|  |                                           |
|  | Nasuella meridensis (Nasuella meridensis) |
|  |                                           |

|          | Nasua narica (Coatí de nas blanc)                                                                                   |
|          | |
| Nasuella | \| \| Nasuella olivacea (Coatí de muntanya) \| \| \| \| \| \| Nasuella meridensis (Nasuella meridensis) \| \| \| \| |
|          | \| \| Nasuella olivacea (Coatí de muntanya) \| \| \| \| \| \| Nasuella meridensis (Nasuella meridensis) \| \| \| \| |
|          | Nasuella olivacea (Coatí de muntanya)                                                                               |
|          | |
|          | Nasuella meridensis (Nasuella meridensis)                                                                           |
|          | |

|  | Nasuella olivacea (Coatí de muntanya)     |
|  |                                           |
|  | Nasuella meridensis (Nasuella meridensis) |
|  |                                           |

|  | Procyon cancrivorus (Os rentador menjacrancs) |
|  |                                               |
|  | Procyon lotor (common raccoon)                |
|  |                                               |
|  | Procyon pygmaeus (Os rentador de Cozumel)     |
|  |                                               |

|  | Bassarisc centreamericà (cacomiztle) |
|  |                                      |
|  | bassarisc de cua anellada (ringtail) |
|  |                                      |

|  | Procyon cancrivorus (Os rentador menjacrancs) |
|  |                                               |
|  | Procyon lotor (common raccoon)                |
|  |                                               |
|  | Procyon pygmaeus (Os rentador de Cozumel)     |
|  |                                               |

|  | Bassarisc centreamericà (cacomiztle) |
|  |                                      |
|  | bassarisc de cua anellada (ringtail) |
|  |                                      |

|  | \| \| Bassaricyon medius (olingo de les terres baixes occidentals) \| \| \| \| \| \| Olingo d'Allen (olingo de les terres baixes orientals) \| \| \| \| |
|  | |
|  | Bassaricyon gabbii (Olingo de Gabbi) |
|  | |
|  | Bassaricyon medius (olingo de les terres baixes occidentals)                                                                                            |
|  | |
|  | Olingo d'Allen (olingo de les terres baixes orientals)                                                                                                  |
|  | |

|  | Bassaricyon medius (olingo de les terres baixes occidentals) |
|  |                                                              |
|  | Olingo d'Allen (olingo de les terres baixes orientals)       |
|  |                                                              |

|  | \| \| Bassaricyon medius (olingo de les terres baixes occidentals) \| \| \| \| \| \| Olingo d'Allen (olingo de les terres baixes orientals) \| \| \| \| |
|  | |
|  | Bassaricyon gabbii (Olingo de Gabbi) |
|  | |
|  | Bassaricyon medius (olingo de les terres baixes occidentals)                                                                                            |
|  | |
|  | Olingo d'Allen (olingo de les terres baixes orientals)                                                                                                  |
|  | |

|  | Bassaricyon medius (olingo de les terres baixes occidentals) |
|  |                                                              |
|  | Olingo d'Allen (olingo de les terres baixes orientals)       |
|  |                                                              |

|          | Nasua narica (Coatí de nas blanc)                                                                                   |
|          | |
| Nasuella | \| \| Nasuella olivacea (Coatí de muntanya) \| \| \| \| \| \| Nasuella meridensis (Nasuella meridensis) \| \| \| \| |
|          | \| \| Nasuella olivacea (Coatí de muntanya) \| \| \| \| \| \| Nasuella meridensis (Nasuella meridensis) \| \| \| \| |
|          | Nasuella olivacea (Coatí de muntanya)                                                                               |
|          | |
|          | Nasuella meridensis (Nasuella meridensis)                                                                           |
|          | |

|  | Nasuella olivacea (Coatí de muntanya)     |
|  |                                           |
|  | Nasuella meridensis (Nasuella meridensis) |
|  |                                           |

|          | Nasua narica (Coatí de nas blanc)                                                                                   |
|          | |
| Nasuella | \| \| Nasuella olivacea (Coatí de muntanya) \| \| \| \| \| \| Nasuella meridensis (Nasuella meridensis) \| \| \| \| |
|          | \| \| Nasuella olivacea (Coatí de muntanya) \| \| \| \| \| \| Nasuella meridensis (Nasuella meridensis) \| \| \| \| |
|          | Nasuella olivacea (Coatí de muntanya)                                                                               |
|          | |
|          | Nasuella meridensis (Nasuella meridensis)                                                                           |
|          | |

|  | Nasuella olivacea (Coatí de muntanya)     |
|  |                                           |
|  | Nasuella meridensis (Nasuella meridensis) |
|  |                                           |

|          | Nasua narica (Coatí de nas blanc)                                                                                   |
|          | |
| Nasuella | \| \| Nasuella olivacea (Coatí de muntanya) \| \| \| \| \| \| Nasuella meridensis (Nasuella meridensis) \| \| \| \| |
|          | \| \| Nasuella olivacea (Coatí de muntanya) \| \| \| \| \| \| Nasuella meridensis (Nasuella meridensis) \| \| \| \| |
|          | Nasuella olivacea (Coatí de muntanya)                                                                               |
|          | |
|          | Nasuella meridensis (Nasuella meridensis)                                                                           |
|          | |

|  | Nasuella olivacea (Coatí de muntanya)     |
|  |                                           |
|  | Nasuella meridensis (Nasuella meridensis) |
|  |                                           |

|          | Nasua narica (Coatí de nas blanc)                                                                                   |
|          | |
| Nasuella | \| \| Nasuella olivacea (Coatí de muntanya) \| \| \| \| \| \| Nasuella meridensis (Nasuella meridensis) \| \| \| \| |
|          | \| \| Nasuella olivacea (Coatí de muntanya) \| \| \| \| \| \| Nasuella meridensis (Nasuella meridensis) \| \| \| \| |
|          | Nasuella olivacea (Coatí de muntanya)                                                                               |
|          | |
|          | Nasuella meridensis (Nasuella meridensis)                                                                           |
|          | |

|  | Nasuella olivacea (Coatí de muntanya)     |
|  |                                           |
|  | Nasuella meridensis (Nasuella meridensis) |
|  |                                           |

|  | \| \| Bassaricyon medius (olingo de les terres baixes occidentals) \| \| \| \| \| \| Olingo d'Allen (olingo de les terres baixes orientals) \| \| \| \| |
|  | |
|  | Bassaricyon gabbii (Olingo de Gabbi) |
|  | |
|  | Bassaricyon medius (olingo de les terres baixes occidentals)                                                                                            |
|  | |
|  | Olingo d'Allen (olingo de les terres baixes orientals)                                                                                                  |
|  | |

|  | Bassaricyon medius (olingo de les terres baixes occidentals) |
|  |                                                              |
|  | Olingo d'Allen (olingo de les terres baixes orientals)       |
|  |                                                              |

|  | \| \| Bassaricyon medius (olingo de les terres baixes occidentals) \| \| \| \| \| \| Olingo d'Allen (olingo de les terres baixes orientals) \| \| \| \| |
|  | |
|  | Bassaricyon gabbii (Olingo de Gabbi) |
|  | |
|  | Bassaricyon medius (olingo de les terres baixes occidentals)                                                                                            |
|  | |
|  | Olingo d'Allen (olingo de les terres baixes orientals)                                                                                                  |
|  | |

|  | Bassaricyon medius (olingo de les terres baixes occidentals) |
|  |                                                              |
|  | Olingo d'Allen (olingo de les terres baixes orientals)       |
|  |                                                              |

|          | Nasua narica (Coatí de nas blanc)                                                                                   |
|          | |
| Nasuella | \| \| Nasuella olivacea (Coatí de muntanya) \| \| \| \| \| \| Nasuella meridensis (Nasuella meridensis) \| \| \| \| |
|          | \| \| Nasuella olivacea (Coatí de muntanya) \| \| \| \| \| \| Nasuella meridensis (Nasuella meridensis) \| \| \| \| |
|          | Nasuella olivacea (Coatí de muntanya)                                                                               |
|          | |
|          | Nasuella meridensis (Nasuella meridensis)                                                                           |
|          | |

|  | Nasuella olivacea (Coatí de muntanya)     |
|  |                                           |
|  | Nasuella meridensis (Nasuella meridensis) |
|  |                                           |

|          | Nasua narica (Coatí de nas blanc)                                                                                   |
|          | |
| Nasuella | \| \| Nasuella olivacea (Coatí de muntanya) \| \| \| \| \| \| Nasuella meridensis (Nasuella meridensis) \| \| \| \| |
|          | \| \| Nasuella olivacea (Coatí de muntanya) \| \| \| \| \| \| Nasuella meridensis (Nasuella meridensis) \| \| \| \| |
|          | Nasuella olivacea (Coatí de muntanya)                                                                               |
|          | |
|          | Nasuella meridensis (Nasuella meridensis)                                                                           |
|          | |

|  | Nasuella olivacea (Coatí de muntanya)     |
|  |                                           |
|  | Nasuella meridensis (Nasuella meridensis) |
|  |                                           |

|          | Nasua narica (Coatí de nas blanc)                                                                                   |
|          | |
| Nasuella | \| \| Nasuella olivacea (Coatí de muntanya) \| \| \| \| \| \| Nasuella meridensis (Nasuella meridensis) \| \| \| \| |
|          | \| \| Nasuella olivacea (Coatí de muntanya) \| \| \| \| \| \| Nasuella meridensis (Nasuella meridensis) \| \| \| \| |
|          | Nasuella olivacea (Coatí de muntanya)                                                                               |
|          | |
|          | Nasuella meridensis (Nasuella meridensis)                                                                           |
|          | |

|  | Nasuella olivacea (Coatí de muntanya)     |
|  |                                           |
|  | Nasuella meridensis (Nasuella meridensis) |
|  |                                           |

|          | Nasua narica (Coatí de nas blanc)                                                                                   |
|          | |
| Nasuella | \| \| Nasuella olivacea (Coatí de muntanya) \| \| \| \| \| \| Nasuella meridensis (Nasuella meridensis) \| \| \| \| |
|          | \| \| Nasuella olivacea (Coatí de muntanya) \| \| \| \| \| \| Nasuella meridensis (Nasuella meridensis) \| \| \| \| |
|          | Nasuella olivacea (Coatí de muntanya)                                                                               |
|          | |
|          | Nasuella meridensis (Nasuella meridensis)                                                                           |
|          | |

|  | Nasuella olivacea (Coatí de muntanya)     |
|  |                                           |
|  | Nasuella meridensis (Nasuella meridensis) |
|  |                                           |

## Subfamília Procyoninae
- Gènere Potos
  - Potos flavus, kinkajú
- Gènere Bassaricyon
  - Bassaricyon gabbii, olingo de Gabbi
  - Bassaricyon pauli, olingo de Panamà
  - Bassaricyon beddardi, olingo de Beddard
  - Bassaricyon alleni, olingo d'Allen

## Subfamília Potosinae
- Gènere Bassariscus
  - B. astutus, bassarisc de cua anellada
- Gènere Nasua
  - N. nasua, coatí sud-americà
  - N. narica, coatí de nas blanc
  - N. nelsoni, coatí de l'illa Cozumel
- Gènere Nasuella
  - N. meridensis
  - N. olivacea, coatí de muntanya
- Gènere Procyon
  - Procyon lotor, os rentador
    - P. l. insularis
    - P. l. gloveralleni
    - P. l. maynardi
    - P. l. minor

  - P. cancrivorus, os rentador menjacrancs
  - P. pygmaeus, os rentador de Cozumel

## Cladograma
|  | Mephitidae                                                 |
|  |                                                            |
|  | \| \| Procyonidae \| \| \| \| \| \| Mustelidae \| \| \| \| |
|  |                                                            |
|  | Procyonidae                                                |
|  |                                                            |
|  | Mustelidae                                                 |
|  |                                                            |

|  | Procyonidae |
|  |             |
|  | Mustelidae  |
|  |             |

|  | Mephitidae                                                 |
|  |                                                            |
|  | \| \| Procyonidae \| \| \| \| \| \| Mustelidae \| \| \| \| |
|  |                                                            |
|  | Procyonidae                                                |
|  |                                                            |
|  | Mustelidae                                                 |
|  |                                                            |

|  | Procyonidae |
|  |             |
|  | Mustelidae  |
|  |             |